# 활강총포

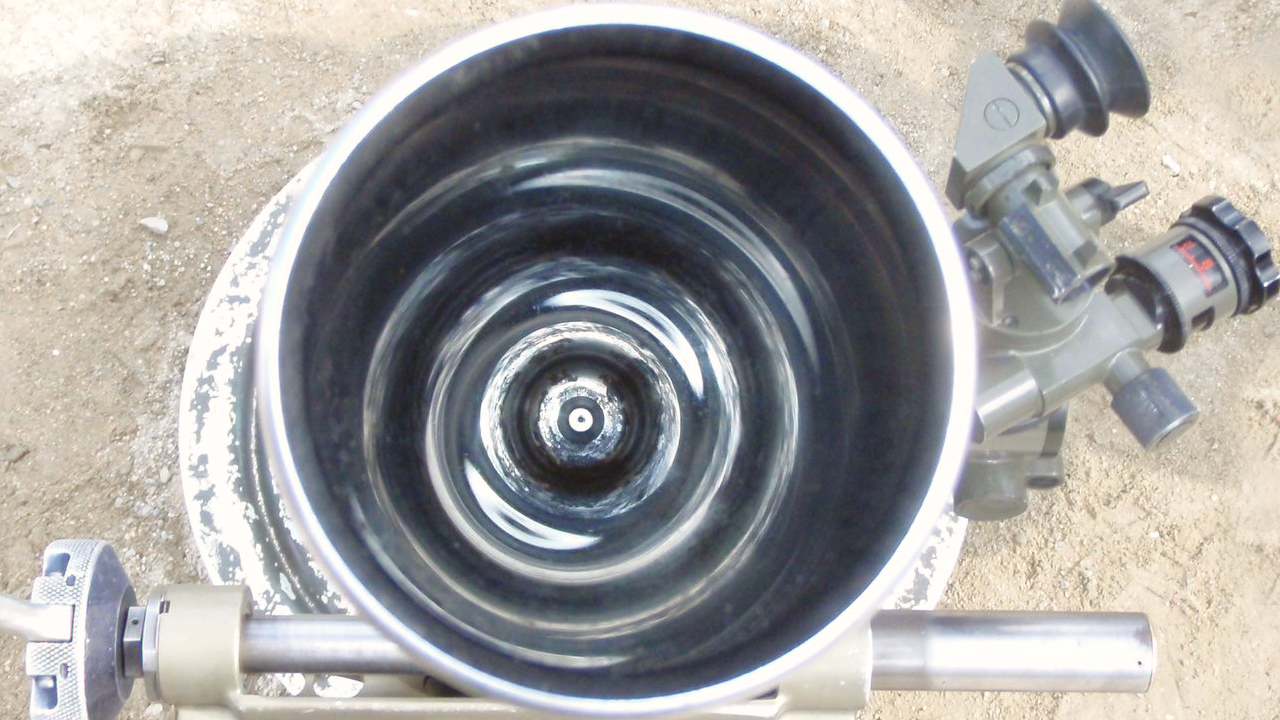
A 81mm L16 활강 박격포

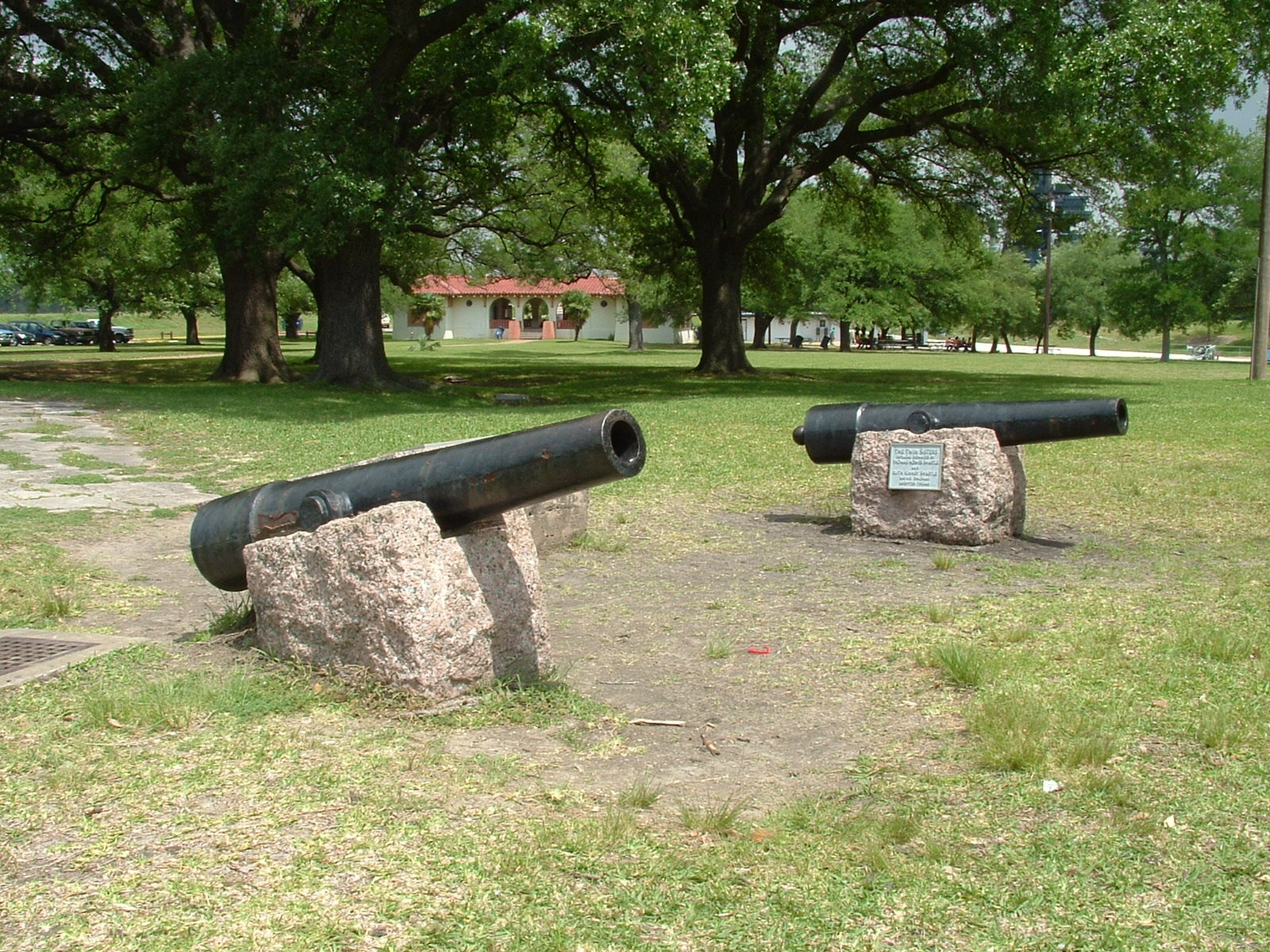
쌍둥이 자매포의 복제품, 샌재신토 전투 (1836)에서 사용된 활강포

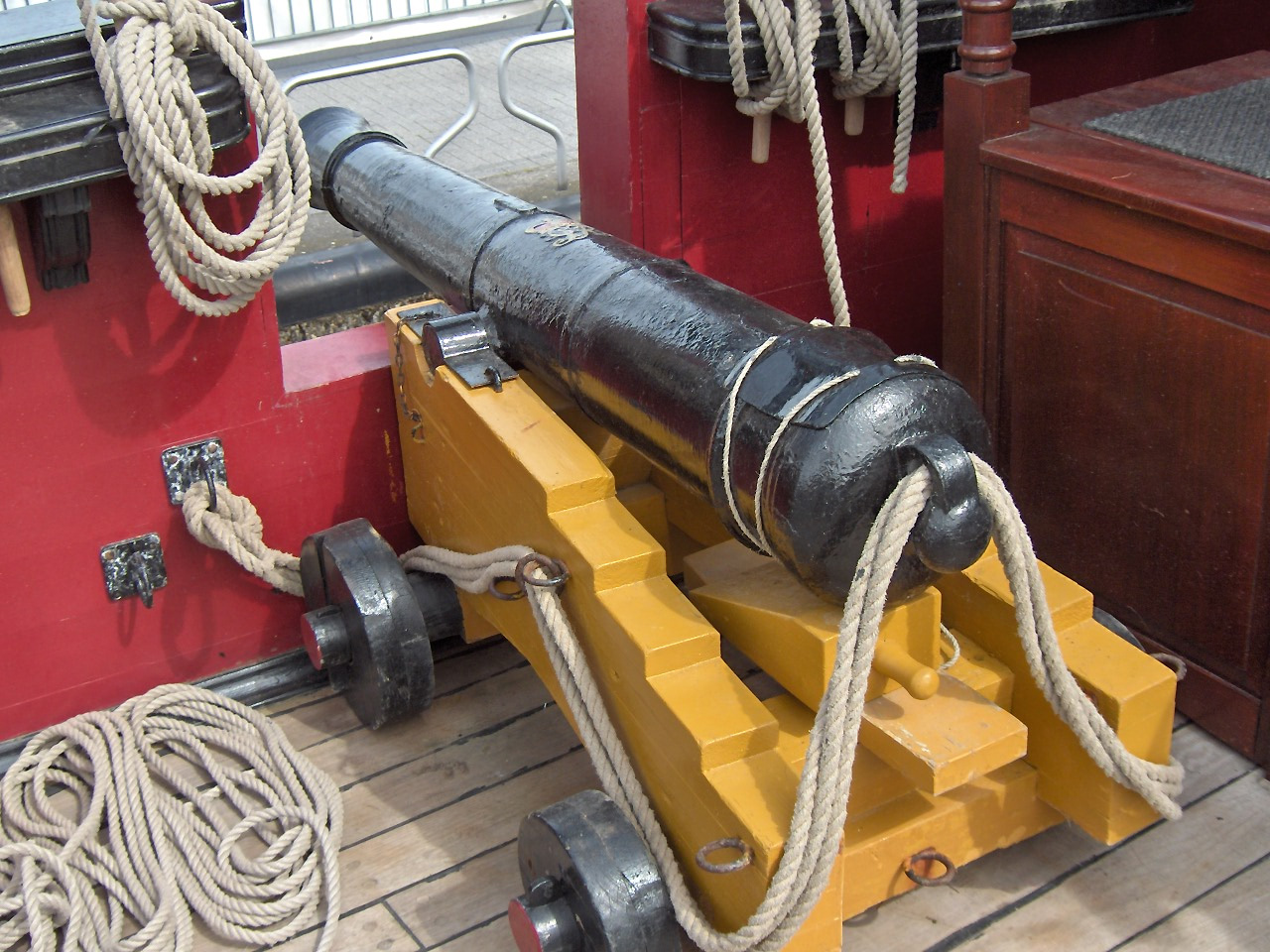
활강포, 철로 주조된 함포, 18세기 중반 3돛 프리깃 함 그랜드 터크에서 사용

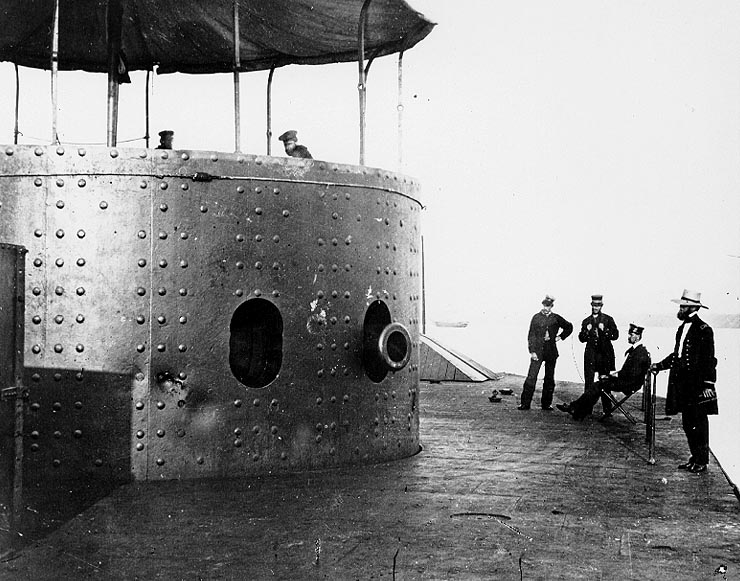
USS 모니터 (1862) 2개의 11인치 활강 전장식 달그렌 포를 가지고 있었다

활강총포(滑腔銃砲, 영어: smoothbore)는 포신 내에 강선이 없는 총포를 뜻한다.

## 개요
16세기 무렵부터 전쟁으로 인해 대포가 보급되기 시작했지만, 이것들은 활강포에 구형 탄을 사용하고 있었다. 이윽고 포탄의 중량을 늘리기 위해 총알이 홀쪽한 원통형이 되어, 탄도를 안정시키기 위해서는 탄자를 회전시키는 것이 낫다는 점이 알려지면서, 대포는 점차 선조포로 바뀌어 갔다.
제2차 세계 대전 후, 장갑이 증가한 전차를 격파하기 위해서 고위력의 직사포가 요구되었고, 기존의 APDS(회전안정분리철갑탄)의 성능강화가 사실상 한계에 부딪혔으며 탄도학과 야금기술의 발전으로 인해 점차 상대적으로 고위력의 철갑탄을 발사 할 수 있는 활강포를 주목하게 되어 포강 내부를 강선이 새겨진 것이 아닌 활강(smoothbore)으로 평활하게 하여, 관통자에 안정익을 붙여 공력적으로 안정시키는 방식이 개발되었다. 이것을 이용한 포가 구소련의 T-62에 채용된 55구경 115mm 활강포 U-5(2A20)이다. 영국의 105mm 강선포 L7에 대항하기 위해서 채용된 U-5는 제식화 된 세계 최초의 전차탑재 활강포이기도 하다.
관통력이 뛰어난 APFSDS(Armour Piercing, Fin-Stabilised, Discarding-Sabot, 송탄통 분리형 익안정 철갑탄, 일명 날개안정분리철갑탄)나, 회전시키면 관통력이 떨어지는 HEAT(High Explosive Anti-Tank, 대전차 고폭탄)은 이 포를 이용해 발사된다. 활강포의 포탄은 탄두의 후부에 소형의 안정날개를 붙여 탄도를 안정시킬 필요가 있기 때문에 횡풍의 영향을 받기 쉽다. 서방의 전차로 최초의 활강포가 된 라인메탈 사의 120mm 활강포 탑재 전차를 비롯한 활강포 탑재 전차들은 풍향 센서를 포함한 주변의 습도나 온도나 대기압 같은 기상환경을 측정하기 위한 환경센서가 돌출된 형태로 탑재된다. 이는 풍향을 계측해 조준 정도를 향상시키기 위한 것이지만, 전투 거리가 길어지면 질 수록 풍향이나 풍속이 일정하지 않고 그 때문에 현재는 탑재하지 않는 것이 많다. 또 포탄 안정날개의 가공 오차에 의한 탄도의 차이가 생기는 문제점도 있는 등 명중 정도와 관련해서 선조포에 뒤떨어지는 부분이 있다.
구소련의 T-62 전차에 채용된 U-5(2A20), 같은 T-64 전차에 채용된 55구경 115mm 활강포 (후에 T-64는 125mm D-81 활강포로 개장된다.) D-68, T-64와 T-72에 채용된 51구경 125mm 활강포 D-81 등, 전차의 활강포 탑재는 소련이 앞섰다. 서방에서는 라인메탈사의 44구경 120mm 활강포 Rh120의 채용이 최초이다. 이와 같이 1960~1970년대 이후에 개발된 전차의 대부분은 활강포를 장비하고 있지만, 영국군의 챌린저2 전차 등 일부의 전차는 선조포와 HESH(점착 유탄)을 장비하고 있다.

## 같이 보기
- 대포
  - 선조포
- 포탄
  - APFSDS
  - HEAT